# Biblioteka Publiczna hrabstwa Los Angeles
Biblioteka Publiczna hrabstwa Los Angeles (ang. Los Angeles Public Library LAPL) – amerykańska biblioteka publiczna w Los Angeles.
Jest to jeden z największych systemów bibliotecznych finansowanych ze środków publicznych na świecie. Jest nadzorowany przez Radę Biblioteki, w skład której wchodzi pięciu komisarzy powoływanych przez burmistrza Los Angeles. Składa się z 72 oddziałów.
W zbiorach biblioteki znajduje się ponad 6 mln wydawnictw zwartych, wydawnictw ciągłych, a także dokumentów audiowizualnych na płytach CD i DVD oraz audiobooków.